# Tuyên Quang (provincie)
Tuyên Quang este o provincie în Vietnam. Capitala prefecturii este orașul Tuyên Quang.

## Județ
- Tuyên Quang
- Chiêm Hóa
- Hàm Yên
- Lâm Bình
- Na Hang
- Sơn Dương
- Yên Sơn

1. ↑   (PDF) https://monre.gov.vn/VanBan/Lists/VanBanChiDao/Attachments/3012/b4.1_Signed.pdf Lipsește sau este vid: |title= (ajutor)
2. ↑   https://www.gso.gov.vn/en/px-web/?pxid=E0201&theme=Population%20and%20Employment Lipsește sau este vid: |title= (ajutor)
3. ↑   https://mabuuchinh.vn/ Lipsește sau este vid: |title= (ajutor)
4. ↑   http://postcode.vn/ Lipsește sau este vid: |title= (ajutor)